# Буденгайм
Буденгайм (нім. Budenheim) — громада в Німеччині, розташована в землі Рейнланд-Пфальц. Входить до складу району Майнц-Бінген.
Площа — 10,6 км2. Населення становить 8596 ос. (станом на 31 грудня 2020).